# كينوبياستي (كيركيرا)
كينوبياستي (Κυνοπιάσται) هي قرية يونانية تقع في جزيرة كورفو. وهي إداريًا جزء من بلدية وسط كورفو وجزر ديابونتين، والوحدة الإقليمية كورفو والجزر الأيونية. يبلغ عدد سكان القرية 1,054 نسمة (تعداد عام 2011).
تقع قرية كينوبياستي في وسط جزيرة كورفو، على بعد حوالي عشرة كيلومترات جنوب غرب مدينة كورفو (مدينة). العديد من المنازل القديمة في القرية تعود إلى القرنين السابع عشر والثامن عشر.
تشكل كينوبياستي أيضًا مجتمعًا قرويًا بذات الاسم، ويشمل المجمتع أيضا قرى خريسيس وبيكولاتيكا وسولاي. إجمالي عدد سكان المجتمع 2,290 نسمة. [1] كانت القرية في السابق تابعة لبلدية أخيليو، وثم لبلدية كورفو ووحدتها البلدية أخيليو من 2011 إلى 2019.